# Jakub Rada
Jakub Rada (ur. 5 maja 1987 w Czechosłowacji) – czeski piłkarz, obrońca FK Mladá Boleslav.
Jako piłkarz grał w klubach: SK Kladno, Sparta Praga, Slovan Bratysława i Bohemians 1905. Od 2015 r. jest zawodnikiem FK Mladá Boleslav.